# حديقة دجودج الوطنية للطيور
حديقة دجودج الوطنية للطيور (بالفرنسية: Parc national des oiseaux du Djoudj)‏ تقع على الضفة الجوبية الشرقية من نهر السنغال في السنغال شمالي بيفتش، شمالي شرقي سانت لويس (السنغال).
توفر الحديقة مؤئلاً رطباً يشتهر بهجرة الطيور إليه، حيث تعبر العديد من أنواعها الصحراء الكبرى وتستقر فيه. ومن بين حوالي 400 نوع من الطيور، يعتبر البجع والنحام الوردي الأكثر تواجداً. أما أقلها ظهوراً فهازجة الماء والتي تهاجر من أوروبا؛ لذا تعتبر الحديقة أهم موقع شتوي للطيور . كما تتنوع الحياة البرية في الحديقة. أُدرج الموقع في قائمة مواقع التراث العالمي المعرضة للخطر عام 2000 نظراً للغازات الكثيفة التي تطلقها المصانع والتي تهدد باختناق النباتات الأصلية في الحديقة. ومع ذلك أزيل الموقع من قائمة الخطر عام 2006.

## قضايا بيئية

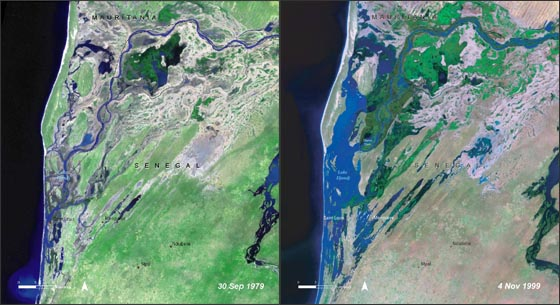
إلى اليسار، يتضح انتشار الجفاف في سبتمبر 1979؛ إلى اليسار، تبدو فيضانات نوفمبر 1999

منذ تشغيل سد دياما على نهر السنغال عام 1988، لاحظ الخبراء انخافض مستوى المياه وزيارة حلاوة المياه وزيادة الإطماء. شكّلت هذه التغيّرات خطراً على الحياة الحيوانية والنباتية في الحديقة. تبدو صور الأقمار الصناعية التي وفراتها ناسا عام 1979 قبل بناء السد، وصور من عام 1999 تعطي أدلة على التأثير الكبير للنظام البيئي في المنطقة.
عام 2006، وعلى الرغم من عدم تسجيل أي حالات من إنفلونزا الطيور في السنغال، وُضع برنامج للمراقبة حيز التنفيذ.

## المراجع

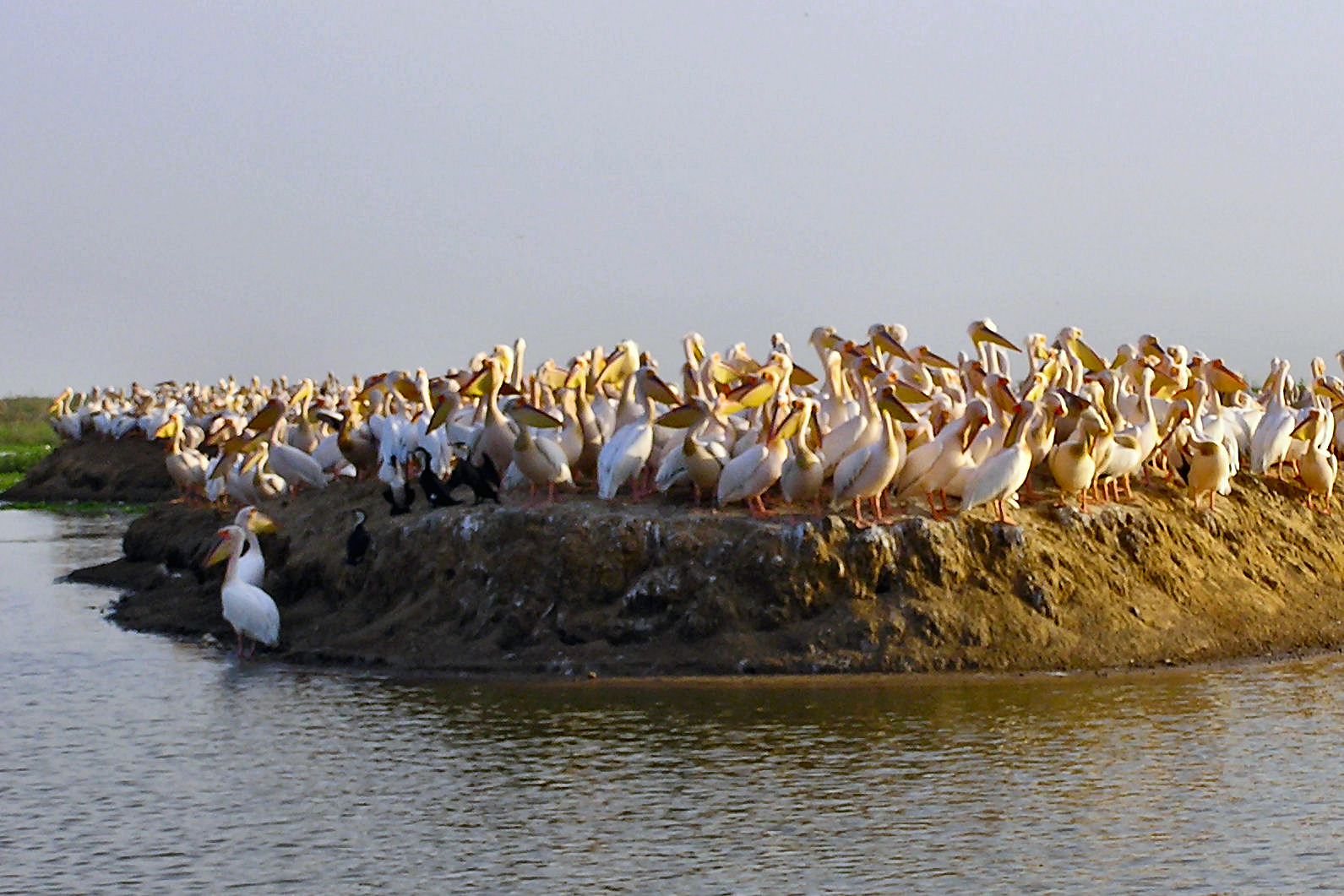
طيور البجع على جزيرة في الحديقة

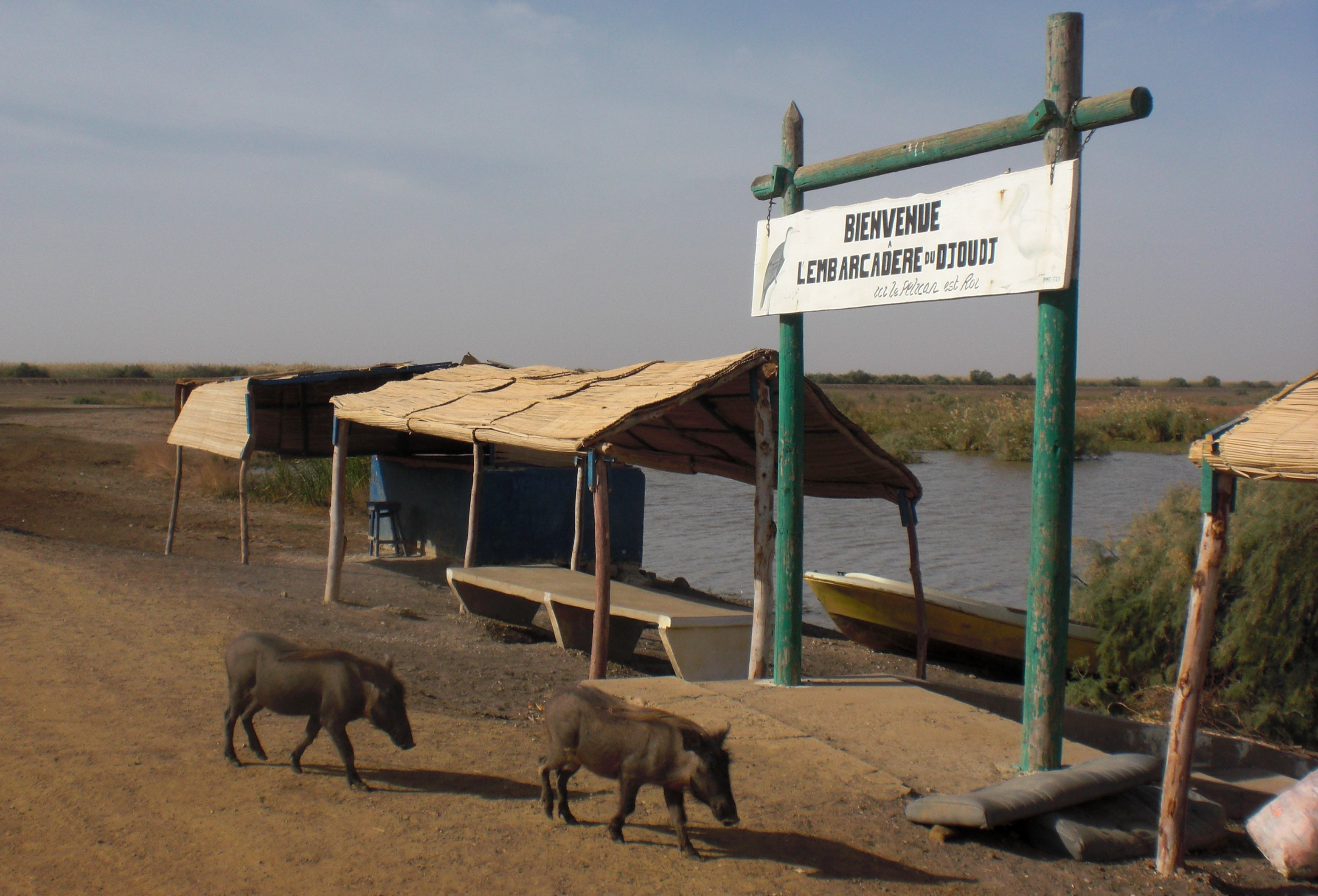
بيير ووارثوغ